# David Beringer
David Beringer (1756 – 1821) è stato un orologiaio tedesco.

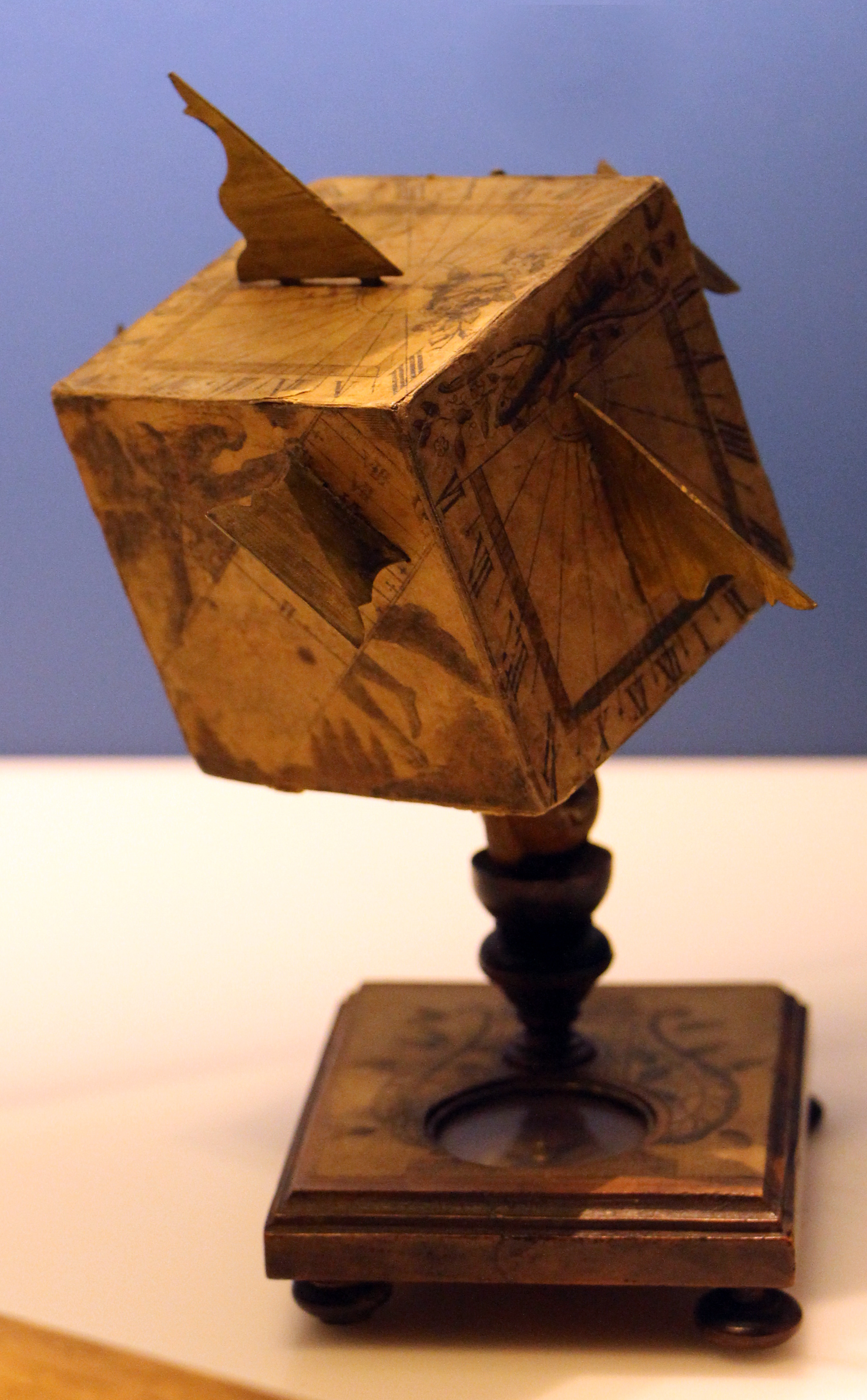
Orologio solare poliedrico fabbricato da Beringer

Artefice originario di Dieppe, prese dimora a Norimberga, dove costruì verso il 1736 numerosi orologi solari cubici di legno. I suoi orologi portano generalmente due firme, la sua e quella di G.P. Seyfried, un collaboratore che si presume affiliato a una delle corporazioni locali, alla quale Beringer non sembra essere appartenuto.